# Mädelegabel
Mädelegabel – szczyt w Alpach Algawskich, części Alp Bawarskich. Leży na granicy między Austrią (Tyrol), a Niemcami (Bawaria). Szczyt ten jest popularny wśród wspinaczy ze względu na łatwy dostęp i piękne widoki ze szczytu.